# Mysidia testacea
Mysidia testacea är en insektsart som först beskrevs av Fabricius 1803.  Mysidia testacea ingår i släktet Mysidia och familjen Derbidae. Inga underarter finns listade i Catalogue of Life.